# Grafschaft Neuburg

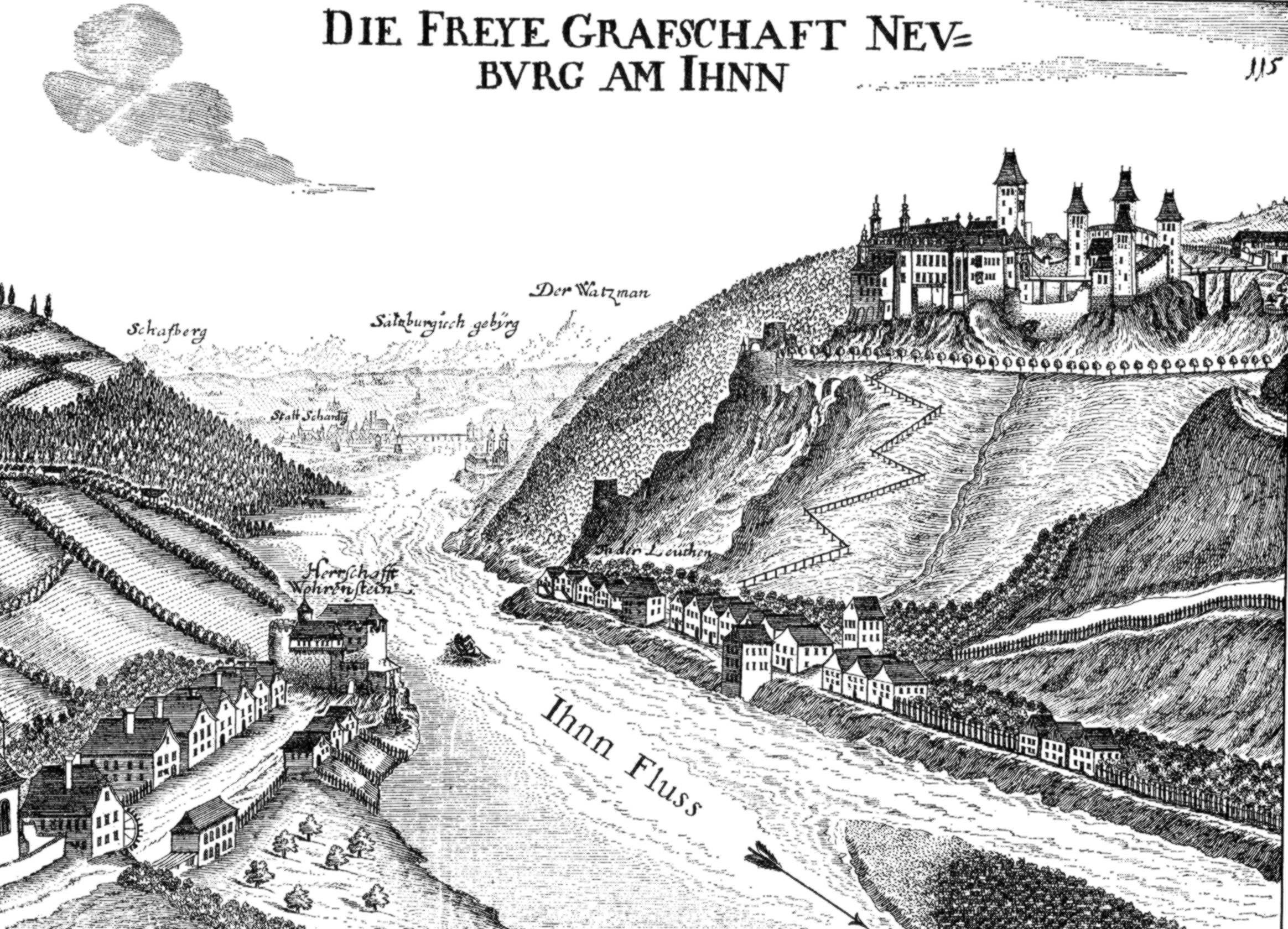
Die Grafschaft Neuburg am Inn mit den Burgen Neuburg und Wernstein von Georg Matthäus Vischer aus dem Jahre 1674.

Die Grafschaft Neuburg am Inn war eine reichsunmittelbare Grafschaft im Heiligen Römischen Reich. Sitz der Reichsgrafschaft war Schloss Neuburg am Inn (heute Gemeinde Neuburg am Inn im niederbayerischen Landkreis Passau). Die Grafschaft entstand im Mittelalter und bestand mit oft wechselnden Herrschern bis zu ihrer Auflösung im Jahre 1803.

## Geschichte

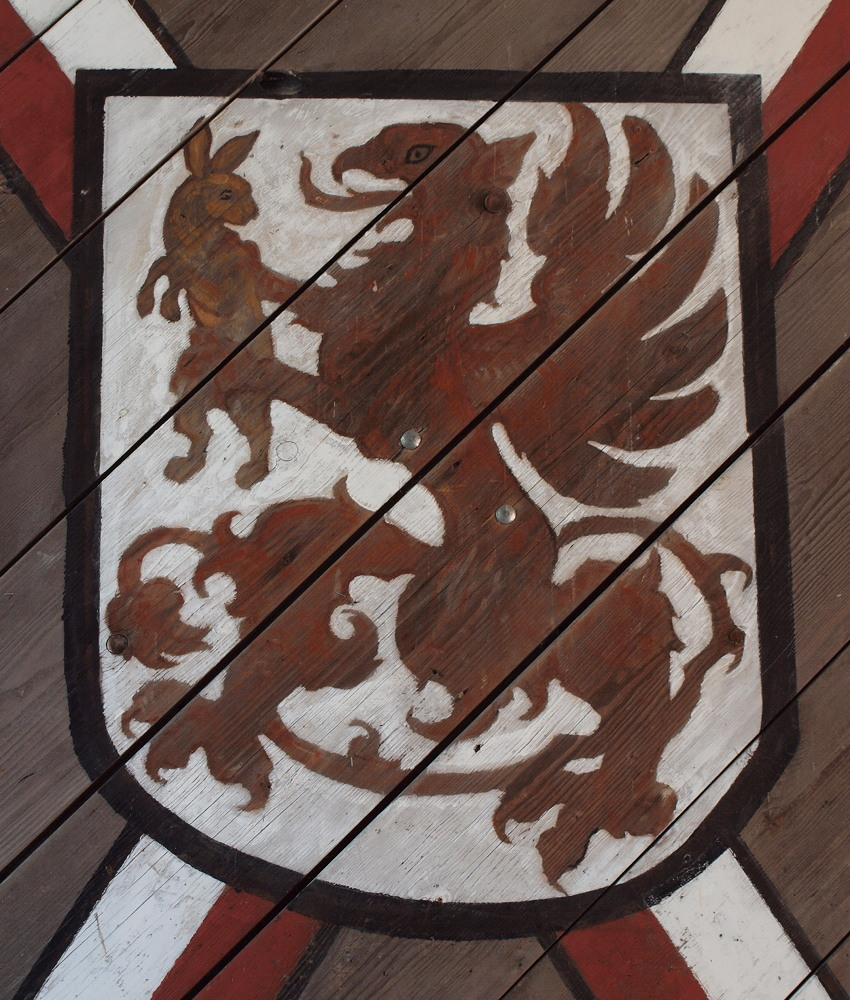
Wappen der Grafschaft Neuburg am Inn in der Darstellung auf dem äußeren Burgtor der Neuburg.

### Grafen von Formbach
Die Grafschaft Neuburg am Inn entstand aus den Grafenrechten der Formbacher. Diese verlegten ihren Sitz von ihrem namensgebenden Stammsitz Vornbach ein paar Kilometer innabwärts. Dort errichteten sie um 1050 die Feste Neuburg. Schon bald gab es eine Linie des Hauses Formbach, welche sich nach der Feste benannte. Zu jener Zeit basierte der Reichtum der Grafschaft auf den Mauteinnahmen des Schiffshandels am Inn.
In den folgenden Jahren verloren die Formbacher immer mehr Einfluss im niederbayerischen und oberösterreichischen Raum um den Inn. Erst verloren sie aufgrund ihrer Papsttreue im Investiturstreit 1077 reiche Besitzungen südlich von Passau sowie nördlich und südlich der Donau durch Kaiser Heinrich IV. und 1144 starb die Linie zu Formbach-Viechtenstein aus. Ein Großteil ihres Besitzes ging an die Grafen von Wasserburg und die aufstrebenden Grafen von Ortenburg verloren. Lediglich der Besitz um Neuburg am Inn blieb den Formbachern erhalten. 1158 starb der letzte Formbacher, Ekbert III. von Neuburg, den „Heldentod“ vor Mailand.

### Grafen von Andechs
Erbe der Grafschaft Neuburg am Inn und der restlichen Formbacher Besitzungen wurde das mächtige Geschlecht der Andechser. Im Laufe der Zeit eigneten sich die Ortenburger und deren Gefolgsmänner die restlichen ehemaligen Formbacher'schen Besitzungen zwischen Donau und Inn an. Lediglich die Grafschaft Neuburg blieb den Andechsern erhalten. Ihre einstige Vormachtstellung zwischen der Donau und Inn hatte die Grafschaft im 12. Jahrhundert dadurch endgültig verloren.

### Herzöge von Bayern
1248 starb das Geschlecht der Andechser aus und ihr Erbe fiel an die bayerischen Herzöge aus dem Hause Wittelsbach. Diese eigneten sich in den Folgejahren auch den Besitz der Ortenburger an und wurden so zur einflussreichen Macht in Ostbayern. In den Folgejahren sollte Neuburg aufgrund ihrer bedeutenden strategischen Lage Zankapfel zwischen den Herzogtümern Bayern und Österreich werden.

### Habsburger
1283 erlangte König Rudolf I. von Habsburg den Besitz der Grafschaft. Die Situation änderte sich jedoch nicht, die bayerischen Herzöge versuchten die verloren gegangene Grafschaft wieder zu erlangen. 1309 gelang es den Bayern, Burg und Grafschaft gewaltsam einzunehmen und die Feste zu zerstören. Ein Jahr später wurde im Friedensschluss von Passau die Feste Herzog Friedrich III. von Österreich zugesprochen. Dieser errichtete daraufhin die Zentralburg neu.
1389 wurde die Feste jedoch von aufgebrachten Passauer Bürgen niedergebrannt. Der Auslöser dieser Unruhen ist nicht bekannt. In der Folgezeit wurde die Grafschaft durch die Habsburger mehrfach an unterschiedliche Personen verpfändet. 1463 erwarb Johann von Rohrbach, Kammerherr Kaiser Friedrichs III., für 36.000 Taler die Burgen Neuburg, Weißenstein, Frauenhaus und Neufels. Daraufhin wurde er vom Kaiser zum neuen Reichsgrafen von Neuburg ernannt. Des Weiteren schloss er einen Erbvertrag mit Friedrich III., worin festgelegt wurde, dass die Grafschaft heimfallen sollte, wenn sein Geschlecht in der männlichen Linie erlöschen würde. Erbberechtigte Töchter müsse der Kaiser mit 2.000 Gulden ausbezahlen. Dass diese Regelung jedoch sehr bald in Kraft treten sollte, ahnte Hans von Rohrbach nicht. Kurz nach dem Erwerb der Grafschaft begann er mit dem Ausbau der Feste. Johann von Rohrbach starb jedoch bereits 1467 und hinterließ seine Witwe Scholastika von Weißpirach und seine zwei verheirateten Töchter. Die Grafschaft blieb vorübergehend noch unbeachtet vom Kaiser im Besitz seiner Witwe, welche jedoch die Arbeiten an der Zentralburg einstellen ließ.
1469 besetzte der Kaiser schließlich die Feste und die Grafschaft als heimgefallenes Lehen. Dabei wurde Johanns Witwe und eine seiner beiden Töchter, Maria, festgenommen. Das führte zu weiteren Problemen, da Maria mit dem benachbarten Reichsgrafen Sebastian der Kämpfer von Ortenburg verheiratet war. Als dieser von der Gefangennahme seiner Frau erfuhr, eilte er nachts nach Neuburg. Er bestach die kaiserlichen Wachen und befreite seine Frau und seine Schwiegermutter. Anschließend vertrieb er die kaiserlichen Truppen und beanspruchte die Grafschaft als sein Erbe. Kaiser Friedrich III. konnte dies nicht hinnehmen. Er zog mit seinen Truppen nach Neuburg und belagerte einige Tage die Feste. Sebastian und seine Ortenburger Männer verteidigten die Feste tapfer, so dass Friedrich unverrichteter Dinge abziehen musste. Sebastian blieb somit bis 1473 im Besitz der Reichsgrafschaft. In diesem Jahr vermittelte Herzog Ludwig IX. von Bayern-Landshut zwischen den Streitparteien. Sebastian übergab die Grafschaft dem Kaiser und erhielt die im Erbvertrag von 1463 festgeschriebene Abfindung von 2.000 Gulden.
Kaiser Friedrich III. war in finanziellen Schwierigkeiten, sodass er die Grafschaft an Herzog Georg den Reichen von Bayern-Landshut verpfänden musste. Die Hochgerichtsbarkeit behielt er sich jedoch inne, sodass Neuburg am Inn unter seiner Landeshoheit blieb. 1497 erwarb Herzog Georg jedoch die Grafschaft für 36.000 Gulden ganz, jedoch mit der Möglichkeit auf Wiedereinlösung.
Die Grafschaft blieb jedoch nicht lange in bayerischem Besitz. Im Dezember des Jahres 1503 starb Herzog Georg von Bayern-Landshut, woraufhin der Landshuter Erbfolgekrieg ausbrach. Für die Vermittlung und die Wiederherstellung des Friedens durch den Kölner Schiedsspruch im Juli 1505 verlangte der römisch-deutsche König Maximilian I. große Entschädigungen, so kam unter anderem die Grafschaft Neuburg wieder an Österreich. Die Übergabe an Maximilian I. erfolgte 1507.
Die Grafschaft war trotz ihrer geringen Größe dennoch weiterhin ein bedeutender Zankapfel zwischen Bayern und Österreich. Neuburg lag wie ein Riegel vor dem Hochstift Passau und kontrollierte den gesamten Zugang zur Stadt, selbst die Hauptstraßenverbindungen zur Stadt verliefen durch den Neuburger Wald. So kam es auch noch in den folgenden 150 Jahren immer zu Streitigkeiten zwischen den beiden Staaten über die Zugehörigkeit der Grafschaft.
Neuburg blieb nicht lange im Besitz der Habsburger, bereits 1514 wurde die Grafschaft erneut verpfändet. Am 9. August erhielt Graf Johann von Canissa die Grafschaft für 40.000 Gulden. Im Oktober versuchte er mit Verhandlungen die Grafschaft auf Lebenszeit und darüber hinaus zu erhalten sowie das Wappen und den Titel des Grafen von Neuburg führen zu dürfen. Die steigende finanzielle Not des Kaisers ermöglichte es Johann von Canissa 1518, durch Vorstreckung weiterer Geldmittel seine Forderungen durchzusetzen.

### Grafen von Salm-Neuburg

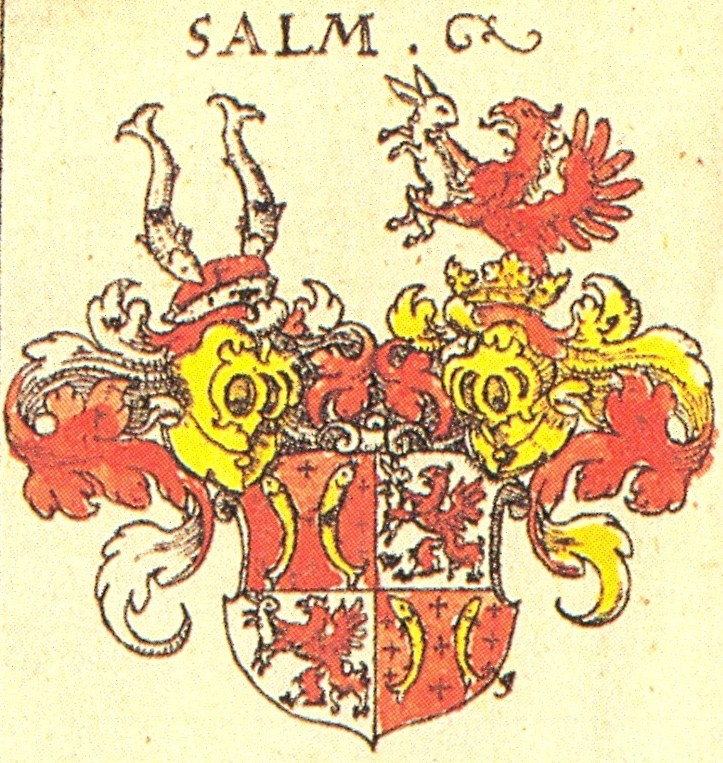
Wappen der Grafen Salm-Neuburg (geviert von Salm und Grafschaft Neuburg) im Siebmacher 1605

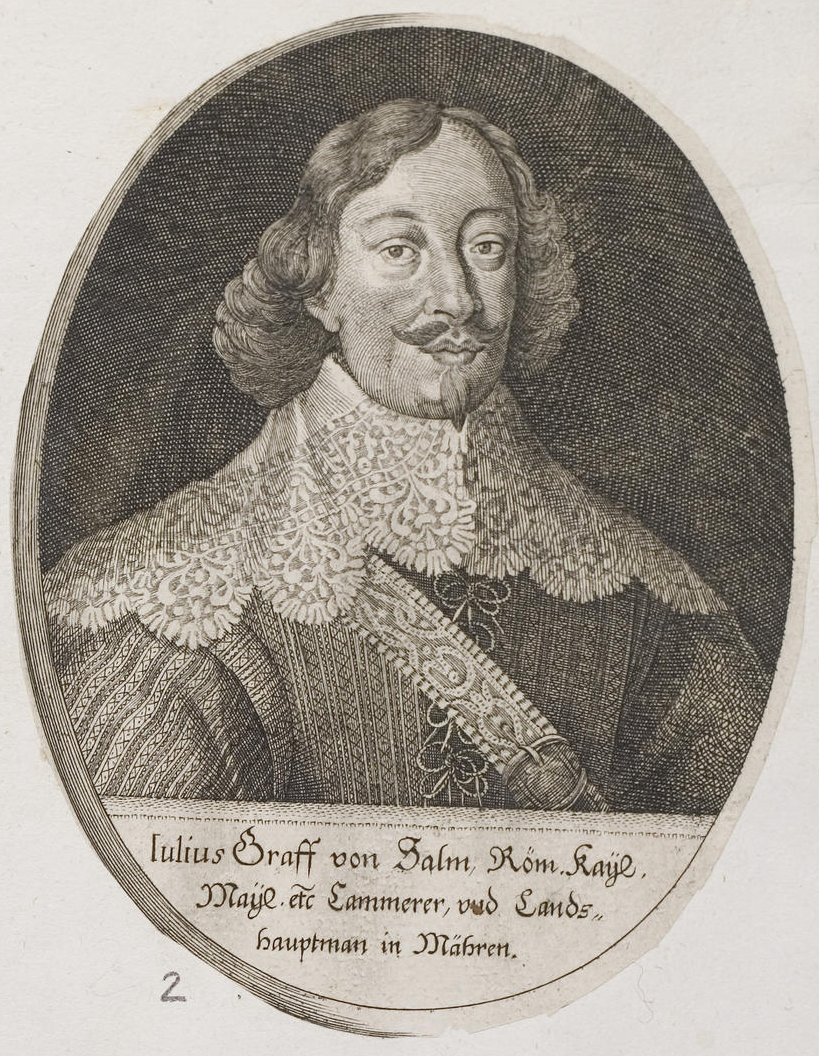
Julius II. von Salm-Neuburg (1600–1654)

Aufgrund seiner Verdienste um die erfolgreiche Abwehr der ersten Wiener Türkenbelagerung erhielt 1529 der kaiserliche Feldherr Niklas Graf von Salm (aus der Luxemburger Linie dieses Geschlechts) die Grafschaft als Lehen und wurde so zum regierenden Grafen Nikolaus I. von Salm-Neuburg. Er starb jedoch bereits ein Jahr später. Nachfolger wurde sein Sohn Nikolaus II. (1503–1550). Dieser ließ die Neuburg in ein Renaissanceschloss umgestalten. 1563 führte dessen Sohn Nikolaus III., Neffe des Passauer Bischofs Wolfgang von Salm, die Reformation in Neuburg ein. Im Gegensatz zu der nahegelegenen Reichsgrafschaft Ortenburg konnte Neuburg den lutherischen Glauben nicht beibehalten, da es habsburgisches Lehen war. Nach der erstarkten Rekatholisierung in Österreich ab 1620 wurde auch in Neuburg die Reformation rückgängig gemacht. Die Grafschaft blieb noch bis 1654 im Besitz der Grafen von Salm-Neuburg.

### Grafen von Sinzendorf
Reichsgraf Karl I. († 1662) veräußerte nach dem Ableben seines Bruders Julius II. die Grafschaft für 400.000 Gulden an Graf Georg Ludwig von Sinzendorf. Bestätigt durch den Kaiser wurde dieser Handel jedoch erst im Jahre 1662. Georg Ludwig war nach Erhalt der Grafschaft erpicht darauf, den eigenen Streit mit Bayern um die Grafschaft beizulegen, was ihm rasch gelang.
Zeitgleich ließ er die Feste Neuburg in ein Barockschloss umwandeln. Des Weiteren hatte er das Ziel die Grafschaft zu einem bedeutenden merkantilen Zentrum auszubauen. So plante er die Einführung der Münzprägung, Errichtung einer Gold- und Silberdrahtfabrik, einer Kalk- und Ziegelbrennerei sowie Förderung der Wirtschaft durch Tabakanbau, Salpetergewinnung und Errichtung einer Brauerei. Seine Bautätigkeit führte zu einem geringfügigen wirtschaftlichen Aufstieg der Reichsgrafschaft. Für ihn selbst war dies ein großes Verlustunternehmen. 1680 wurde Graf von Sinzendorf jedoch des Hochverrats, Majestätsbeleidigung und anderer vergehen angeklagt. Ebenso wurde er des Betrugs überführt, allein 1.000.000 Gulden fehlten in den Kassen der Grafschaft Neuburg. Daraufhin wurde er allen Ämtern enthoben und die Grafschaft von der kaiserlichen Hofkammer in Wien eingezogen.

### Habsburg, Lamberg, Passau
1698 wurde die Grafschaft erneut verpfändet, diesmal an den schottischen Grafen Jakob von Hamilton aus dem Hause Hamilton, kaiserlicher Kämmerer und Landvogt der Markgrafschaft Burgau. Er erhielt für 300.000 Gulden die Grafschaft vorerst auf 10 Jahre, 1701 erhielt er sie vollständig, jedoch unter Einräumung des Vorkaufrechtes. Während seiner Regierungszeit hatte Neuburg im Spanischen Erbfolgekrieg stark zu leiden, da es zwischen den beiden Streitparteien Österreich und Bayern gelegen war. 1716 starb Graf Jakob, ihm folgte sein Sohn Graf Julius Franz Xaver Leopold von Hamilton. Jedoch war er nicht lange im Besitz der Grafschaft, bereits 1719 wurde sie von Graf Carl Josef von Lamberg-Sprinzenstein für 440.000 Gulden gekauft. Elf Jahre später wechselte Neuburg erneut den Besitz, diesmal an das Hochstift Passau: Der Bruder des Besitzers, der Passauer Fürstbischof Joseph Dominikus von Lamberg erwarb die Grafschaft für 515.000 Gulden und 1.000 Dukaten.
Mit dem Frieden von Teschen 1779 kam das bisher zu Bayern gehörende östliche Umland der Grafschaft als „Innviertel“ zu Österreich.

### Königreich Bayern
1803 wurde die Grafschaft, obwohl sie österreichisches Lehen war, infolge des Reichsdeputationshauptschlusses dem Kurfürstentum Bayern zugeschlagen. Grund hierfür war die Säkularisation des Hochstifts Passau. Das bayerische Herzogtum bekam darin Großteile des bistümlichen Besitzes zugesprochen, darunter auch die Grafschaft Neuburg am Inn, und gliederte diese seinem Staatsgebiet an. Die Reichsgrafschaft Neuburg am Inn hörte uf zu existieren und wurde geteilt, wobei der Ort Neuburg zu Bayern kam und der auf der gegenüberliegenden Seite des Inn liegende Ort Wernstein am Inn zu Österreich. Der Untere Inn, der bis dahin in erster Linie ein Handelsweg gewesen war, wurde damit auch hier zum Grenzfluss zwischen Bayern und Österreich ob der Enns. 
Heute ist das Gebiet der ehemaligen Reichsgrafschaft zwischen Österreich und Bayern aufgeteilt. Die Gebiete westlich des Inns gehören zu Bayern, die östlichen mit der Burg Wernstein zu Österreich.

## Liste der Herrscher der Grafschaft
| Name                                    | Regierungszeit  | Anmerkungen                                                                                       |
| Eckbert I. von Formbach                 | 1067–1109       |                                                                                                   |
| Eckbert III. von Neuburg                | 1109–1158       | Enkel Eckberts I.; Aussterben derer von Formbach                                                  |
| Berthold III. von Andechs               | 1158–1188       | setzte sich im Erbstreit gegen Markgraf Ottokar III. durch                                        |
| Berthold IV. von Andechs                | 1188–1204       | Sohn Bertholds III.                                                                               |
| Otto I. von Andechs-Meranien            | 1204–1234       | Sohn Bertholds IV.                                                                                |
| Otto II. von Andechs-Meranien           | 1234–1248       | Aussterben derer von Andechs                                                                      |
| Herzogtum Bayern                        | 1234–1283       | Grafschaft wurde als Bestandteil des Herzogtums angesehen                                         |
| Herzogtum Österreich                    | 1283–1463       | Grafschaft wurde als Bestandteil des Herzogtums angesehen, und mehrfach zu dieser Zeit verpfändet |
| Johann von Rohrbach                     | 1463–1467       | Erwarb Grafschaft käuflich vom Kaiser                                                             |
| Scholastika von Weißpirach              | 1467–1469       | Witwe Johanns von Rohrbach                                                                        |
| Sebastian I. von Ortenburg              | 1469–1473       | Schwiegersohn Johanns von Rohrbach; besetzte gewaltsam die Grafschaft                             |
| Erzherzogtum Österreich                 | 1473–1497       |                                                                                                   |
| Georg der Reiche von Bayern             | 1497–1503       | Vorübergehend wieder zu Bayern gehörig                                                            |
| Erzherzogtum Österreich                 | 1503–1514       | Durch Schiedsspruch von Köln an Österreich gekommen                                               |
| Johann von Canissa                      | 1514– unbekannt | Erwarb Grafschaft käuflich vom Kaiser                                                             |
| Nikolaus I. von Salm-Neuburg            | 1528–1529       | Wurde mit Grafschaft belehnt                                                                      |
| Nikolaus II. von Salm-Neuburg           | 1529–1550       | Sohn Nikolaus’ I.                                                                                 |
| Nikolaus III. von Salm-Neuburg          | 1550–1580       | Sohn Nikolaus’ II.                                                                                |
| Julius I. von Salm-Neuburg              | 1580–1595       | Sohn Nikolaus’ II.                                                                                |
| Weikart / Weichard von Salm-Neuburg     | 1595–1617       | Sohn Julius’ I.                                                                                   |
| Julius II. von Salm-Neuburg             | 1617–1654       | Sohn Weikarts                                                                                     |
| Karl I. von Salm-Neuburg                | 1654            | Sohn Weikarts                                                                                     |
| Georg Ludwig von Sinzendorf             | 1654–1680       | Erwarb Grafschaft von den Grafen von Salm                                                         |
| Erzherzogtum Österreich                 | 1680–1698       | Einzug des Besitzes von Sinzendorf                                                                |
| Jakob von Hamilton                      | 1698–1716       | Erwarb Grafschaft durch Kauf                                                                      |
| Julius Franz Xaver Leopold von Hamilton | 1716–1719       | Sohn Jakobs von Hamilton                                                                          |
| Carl Joseph von Lamberg-Sprinzenstein   | 1719–1730       | Erwarb Grafschaft durch Kauf                                                                      |
| Hochstift Passau                        | 1730–1803       | Erwarb Grafschaft durch Kauf                                                                      |